# Paolo LiCastri
Paolo LiCastri (* 5. Juni 1935 in Castellammare del Golfo, Italien; † 13. Juni 1979 in Flatlands, Brooklyn) war ein Mitglied der Mafia in der New Yorker Verbrecherfamilie Gambino. Er arbeitete unter  Carlo Gambino und Carmine Galante.

## Leben
LiCastri wurde in Castellammare del Golfo, Sizilien geboren, wo er Vollmitglied der Mafia (sogenannter „Ehrenmann“) in Palermo wurde. Sein Rang war zunächst Soldato in der Bande von  Enzo Napoli und Carmine Galante. Paolo LiCastri wurde von Carlo Gambinos Cousin, Paolo in die USA „geschmuggelt“. Dort arbeitete er zunächst als Pizzabäcker in Bushwick, Brooklyn. Anschließend stieg er in das Drogengeschäft ein und arbeitete unter John Rosario und Giuseppe Gambino. Seine Tarnung als Pizzabäcker behielt er allerdings bei. Neben dem Heroinschmuggel und -verkauf waren Einbrüche, bewaffnete Raubüberfälle und Auftragsmorde für ihn Alltag. Paolo LiCastri soll scherzhaft zu anderen Mafiosi gesagt haben, er sei im Klimaanlagengeschäft tätig, weil er Löcher in Menschen mache. („put holes in people“)
Ab 1976 arbeitete er für Cesare Bonventre und Baldassare Amato. Paolo LiCastri entzog sich der Identifizierung durch US-Behörden, da viele illegale Einwanderer in Restaurants arbeiteten. Den Behörden waren die Fingerabdrücke LiCastris nicht bekannt. 1978 plante der Verbrecher James Burke den sogenannten Lufthansa-Raub (Lufthansa heist). Burke, Teil einer Crew um Paul Vario war der Lucchese-Familie zugeordnet. Die Lucchese und die Gambino-Familie hatten den JFK International Airport unter sich aufgeteilt und die Lucchese-Familie musste die Gambinos an der Beute aus dem Raub beteiligen. Burke rechnete mit einer Beute von 2 Millionen (es wurden später 6 Millionen) US-Dollar, der Anteil der Gambinos hätte 10 %, also 200.000 betragen. Paolo LiCastri sollte beim Raub mitmachen und sicherstellen, dass Burke das Geld zahlte.

## Tod
Im Anschluss an den Raub begann eine Mordserie an den Beteiligten, da der Drahtzieher, James Burke, die Verbindung zwischen sich und dem Raub kappen wollte. Am 13. Juni 1979 fand die Polizei in den Flatlands, Brooklyn, eine halbnackte, kugeldurchsiebte Leiche in einem schwelenden Müllhaufen. Die Leiche war derartig verkohlt und verwest, dass die Polizei weder Alter, Rasse und noch nicht einmal das Geschlecht bestimmen konnte. Anhand von zahnmedizinischen Untersuchungen konnte man feststellen, dass es sich um LiCastri gehandelt haben muss.

## Darstellung in der Kunst
- Im Fernsehfilm The Big Heist wird der Charakter „Paolo Falcone“ von Joe Maruzzo gespielt. „Paolo Falcone“ basiert auf LiCastri.
- Der Lufthansa-Raub und die anschließende Mordserie spielt eine wichtige Rolle in Martin Scorseses Film „Goodfellas“.